# Liste der Biografien/Brol
Liste der Biografien |
Portal Biografien |
Personensuche
# |
A |
B |
C |
D |
E |
F |
G |
H |
I |
J |
K |
L |
M |
N |
O |
P |
Q |
R |
S |
T |
U |
V |
W |
X |
Y |
Z |
?
 
Ba |
Be |
Bd |
Bg |
Bh |
Bi |
Bj |
Bl |
Bm |
Bn |
Bo |
Br |
Bs |
Bu |
Bw |
By |
Bz
 
Bra |
Brc |
Brd |
Bre |
Brg |
Bri |
Brj |
Brk |
Brl |
Brn |
Bro |
Brp–Brt |
Bru |
Brv |
Bry |
Brz
 
Broa |
Brob |
Broc |
Brod |
Broe |
Brof |
Brog |
Broh |
Broi |
Broj |
Brok |
Brol |
Brom |
Bron |
Broo |
Brop |
Broq |
Bror |
Bros |
Brot |
Brou |
Brov |
Brow |
Brox |
Broy |
Broz
Die Liste der Biografien führt alle Personen auf, die in der deutschsprachigen Wikipedia einen Artikel haben. Dieses ist eine Teilliste mit 23 Einträgen von Personen, deren Namen mit den Buchstaben „Brol“ beginnt.

## Brol
- Brol, Jean Pierre (* 1982), guatemaltekischer Sportschütze

### Brole
- Brolenius, Johan (* 1977), schwedischer Skirennläufer

### Broli
- Brolin, James (* 1940), US-amerikanischer Schauspieler, Regisseur und Produzent
- Brolin, Josh (* 1968), US-amerikanischer Schauspieler, Filmproduzent und RegisseurJosh Brolin (* 1968)

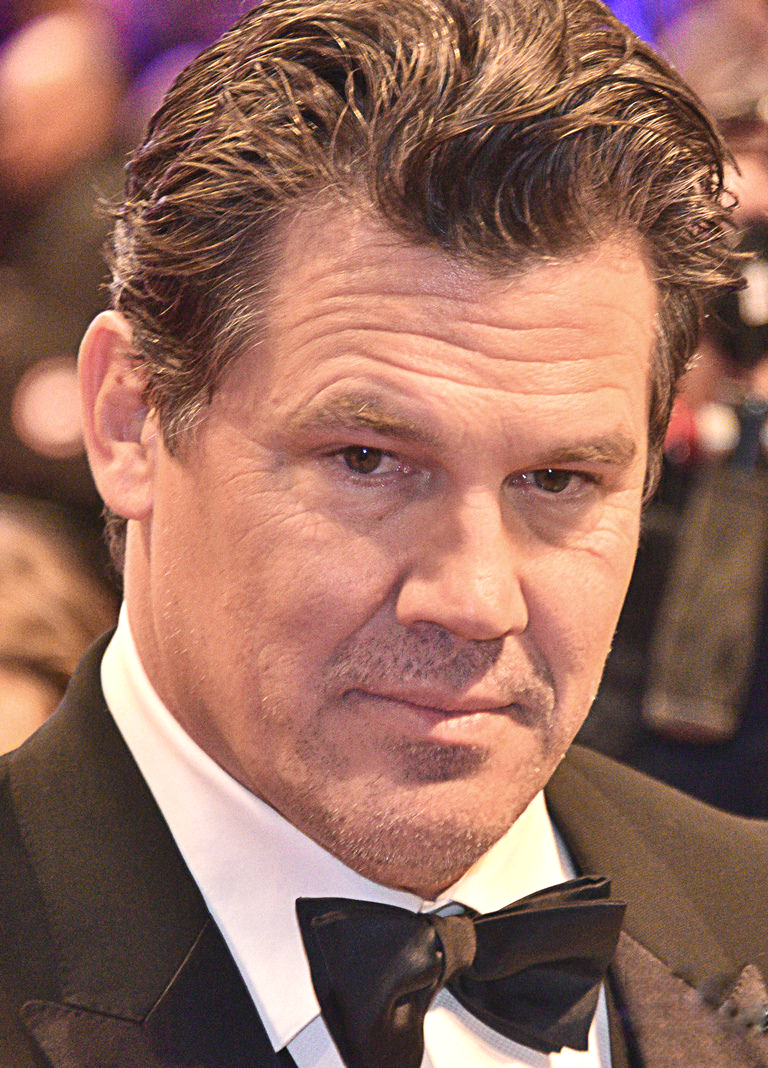
Josh Brolin (* 1968)

- Brolin, Tomas (* 1969), schwedischer Fußballspieler
- Broling, Johann († 1464), Lübecker Kaufmann und Ratsherr

### Broll
- Bröll, Friederike (1865–1941), Sozialpolitikerin und Frauenrechtlerin
- Broll, Gerhard (* 1911), deutscher Mediziner und Politiker (SED), Abgeordneter der Volkskammer
- Broll, Kevin (* 1995), deutscher Fußballtorhüter
- Bröll, Markus (* 1987), österreichischer Radballspieler
- Broll, Werner (* 1932), deutscher Politiker (CDU), MdB
- Bröll, Wilhelm Wolfgang (1913–1989), deutscher Science-Fiction-Autor
- Bröll, Wolf (1950–2016), deutscher Fotograf, Maler und Bildhauer
- Broll-Pape, Sibylle, deutsche Regisseurin und Theaterleiterin
- Brolli, Cristian (* 1992), san-marinesischer Fußballspieler
- Brollo, Pietro (1933–2019), italienischer Geistlicher und römisch-katholischer Erzbischof von Udine
- Bröllochs, Robert (1961–2020), deutscher Regisseur
- Brolly, Shane (* 1970), nordirischer Schauspieler

### Brolm
- Brölmann, Stephan (1551–1622), deutscher Jurist und Hochschullehrer

### Broln
- Brolnicki, Gedeon († 1618), orthodoxer Geistlicher, unierter Erzbischof von Połock

### Brolo
- Brolo, Pedro (* 1981), guatemaltekischer Politiker und Außenminister

### Brols
- Brolsma, Gary (* 1986), US-amerikanischer Musiker und Vlogger

### Brolu
- Brolund, Malin (* 1994), schwedische Unihockeyspielerin